# 교대식
교대식(영어: alternating expression)은 임의의 두 변수를 서로 교환했을 때 그 값의 부호가 바뀌는 식이다.

## 교대식의 인수분해
{\displaystyle f(x,y,z)}가 3차 이상의 교대식이라고 할 때, {\displaystyle f(x,y,z)}는 {\displaystyle (x-y)(y-z)(z-x)}를 인수로 가진다.
일반적으로 4차 이상의 교대식은 교대식과 대칭식의 곱으로 인수분해 될 수 있다.

## 같이 보기
- 대칭식